# Athyrium chingianum
Athyrium chingianum är en majbräkenväxtart som beskrevs av Xian Chun Zhang, Z.R.Wang och X. C. Zhang. Athyrium chingianum ingår i släktet Athyrium och familjen Athyriaceae. Inga underarter finns listade.